# Haemobaphes cresseyi
Haemobaphes cresseyi is een eenoogkreeftjessoort uit de familie van de Pennellidae. De wetenschappelijke naam van de soort is voor het eerst geldig gepubliceerd in 1995 door Kazachenko.